# Абаялоїк
Абаялоїк (ест. Abajaloik) — озеро в Естонії, у повіті Сааремаа. Розташоване в південній частині острова Вільсанді. Площа водойми становить 6 га. За високого рівня води в Балтійському морі (зазвичай при західних вітрах) озеро сполучається з ним.